# Copeu
Copeu, właśc. Carlos Cidreira (ur. 26 września 1943 w Salvadorze) – brazylijski piłkarz, występujący podczas kariery na pozycji prawego pomocnika.

## Kariera klubowa
Copeu piłkarską rozpoczął w klubie EC São Bento w 1964. Przełomem w jego karierze był transfer do SE Palmeiras. Z Palmeiras zdobył Taça Brasil w 1967, dwukrotnie Torneio Roberto Gomes Pedrosa w 1967 i 1969 oraz mistrzostwo stanu São Paulo – Campeonato Paulista w 1966. Łącznie w barwach Palmeiras rozegrał 122 mecze, w których strzelił 13 bramek.
W 1971 był zawodnikiem Sportu Recife. W Sporcie 8 sierpnia 1971 w wygranym 1-0 meczu z CR Flamengo Copeu zadebiutował w lidze brazylijskiej.
W 1972 był zawodnikiem Clube do Remo. Ostatnim klubem w jego karierze był EC Comercial, w którym zakończył karierę w 1979. Z Comercialem zdobył mistrzostwo stanu Mato Grosso – Campeonato Matogrossense w 1975. W Comercialu 4 listopada 1979 w wygranym 3-1 meczu z Itumbiara EC Copeu po raz ostatni wystąpił w lidze. Ogółem w latach 1971–1979 w lidze brazylijskiej wystąpił w 69 meczach, w których strzelił 6 bramek.

## Kariera reprezentacyjna
W reprezentacji Brazylii Copeu jedyny raz wystąpił 28 lipca 1968 w przegranym 0-1 meczu z reprezentacją Paragwaju, którego stawką było Copa Oswaldo Cruz 1968.